# Hospital Al-Shifa
El Hospital Al-Shifa (en árabe: مستشفى الشفاء‎, romanizado: mustashfaa alshifa') era el mayor centro médico y complejo hospitalario de Gaza, en Palestina, que estaba situado en el distrito del norte de Rimal. Fue destruido en 2024 por las fuerzas armadas de Israel tras un asedio.

## Historia
Al-Shifa, que significa «curación» en árabe, fue originalmente un cuartel del ejército británico, pero se transformó en un centro para proporcionar tratamiento para las enfermedades de cuarentena y febriles en el gobierno del Mandato Británico de Palestina. Antes de la guerra árabe-israelí de 1948, al-Shifa era el único hospital de Gaza; el hospital al-Ahli Arabi fue fundado en 1882. Cuando los egipcios administraron la Franja de Gaza después de la guerra, el departamento de las enfermedades de cuarentena y febriles se trasladó a otra zona de la ciudad y al-Shifa se desarrolló como el hospital central de Gaza. Inicialmente, se estableció un departamento de medicina interna, seguido de una nueva ala para la cirugía, y posteriormente nuevos edificios para pediatría y oftalmología se añadieron al hospital.
En 2014, el Washington Post describió el hospital como el cuartel general de facto de los líderes de Hamás. También en 2014, Amnistía Internacional informó que Hamás había utilizado una clínica ambulatoria del hospital para interrogar, torturar y matar a palestinos acusados de haber colaborado con Israel. Los médicos noruegos Erik Fosse y Mads Gilbert, que trabajaban en el hospital, afirmaron que no vieron ninguna evidencia de actividad militar en el hospital durante la guerra de 2014.

### Guerra en Gaza

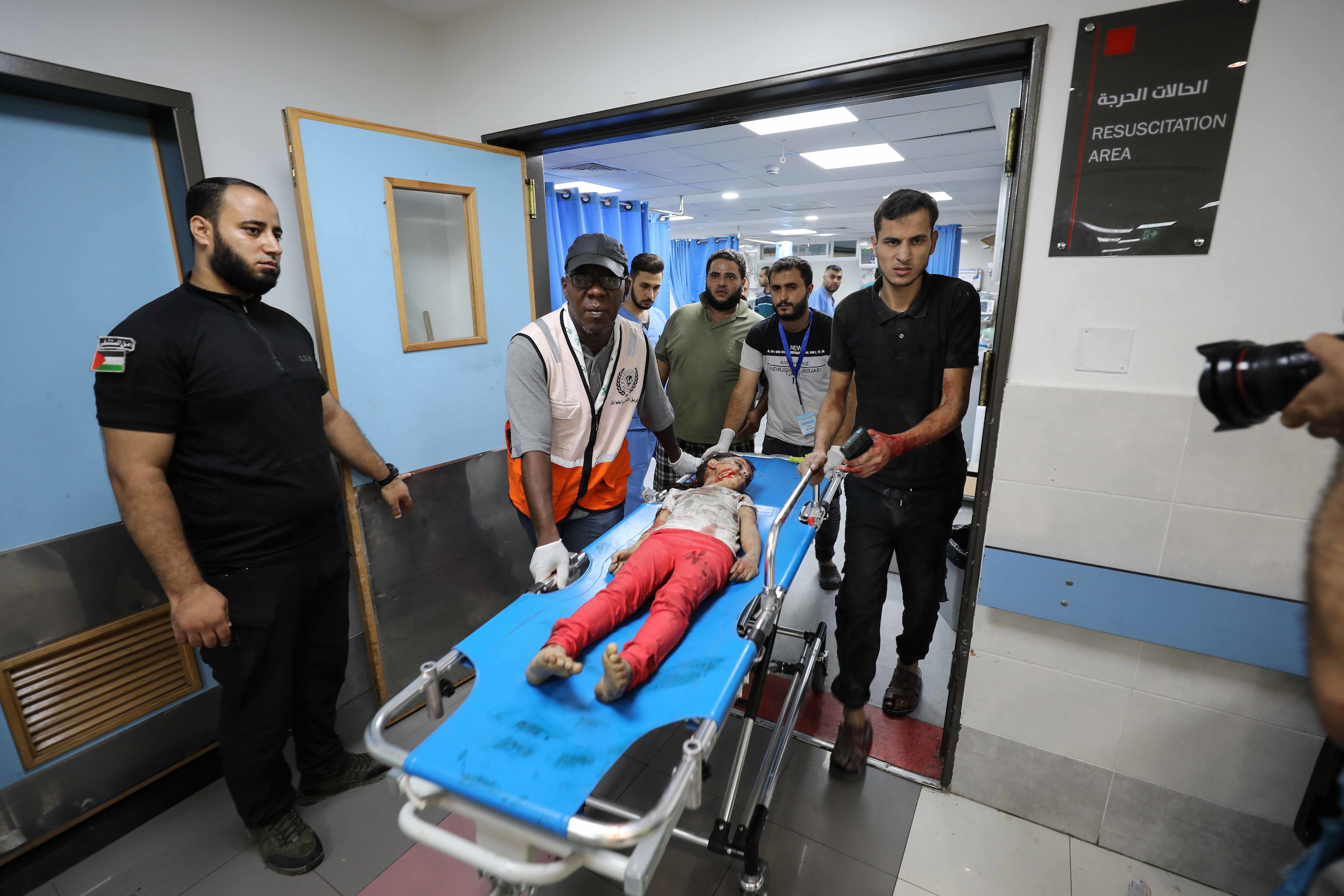
Un niño herido en el hospital Al-Shifa

Durante la guerra en Gaza, los administradores del hospital dijeron que el hospital estaba abrumado por heridos y moribundos, operaba muy por encima de su capacidad de 500 camas y se estaba quedando sin combustible, camas y suministros médicos. El hospital también alberga a miles de palestinos desplazados que buscan refugio de los ataques aéreos durante la guerra.
El 3 de noviembre, el Ministerio de Salud de Gaza informó que Israel atacó un convoy de ambulancias directamente frente al hospital Al-Shifa, matando al menos a quince personas e hiriendo a otras sesenta. Las FDI reconocieron haber lanzado un ataque aéreo contra «una ambulancia que las fuerzas identificaron como utilizada por una célula terrorista de Hamás muy cerca de su posición en la zona de combate», y añadió que «varios agentes terroristas de Hamás murieron en el ataque». Un funcionario de Hamás calificó la afirmación israelí de «infundada». La Sociedad de la Media Luna Roja Palestina (MLRP) dijo que una de sus ambulancias fue alcanzada «por un misil disparado por las fuerzas israelíes» a unos dos metros de la entrada del hospital de Al Shifa y que otra ambulancia fue atacada aproximadamente a un kilómetro del hospital. Las FDI no proporcionaron pruebas de que las ambulancias estuvieran siendo utilizadas por combatientes de Hamás, pero dijeron que se divulgaría información adicional. El jefe de la OMS, Tedros Adhanom Ghebreyesus, dijo en su cuenta oficial de X que «Estoy totalmente consternado por los informes sobre ataques a ambulancias que evacuaban a pacientes», añadiendo que los pacientes, los trabajadores sanitarios y las instalaciones médicas deben estar siempre protegidos. El antiguo relator de la ONU, Michael Lynk, afirmó que al hacer estas declaraciones las FDI estaban preparando a «la opinión pública para los ataques venideros».
El 6 de noviembre, las fuerzas israelíes atacaron y destruyeron los paneles solares situados encima del hospital, dejando a las instalaciones totalmente dependientes de generadores de respaldo alimentados por suministros de combustible cada vez más escasos.

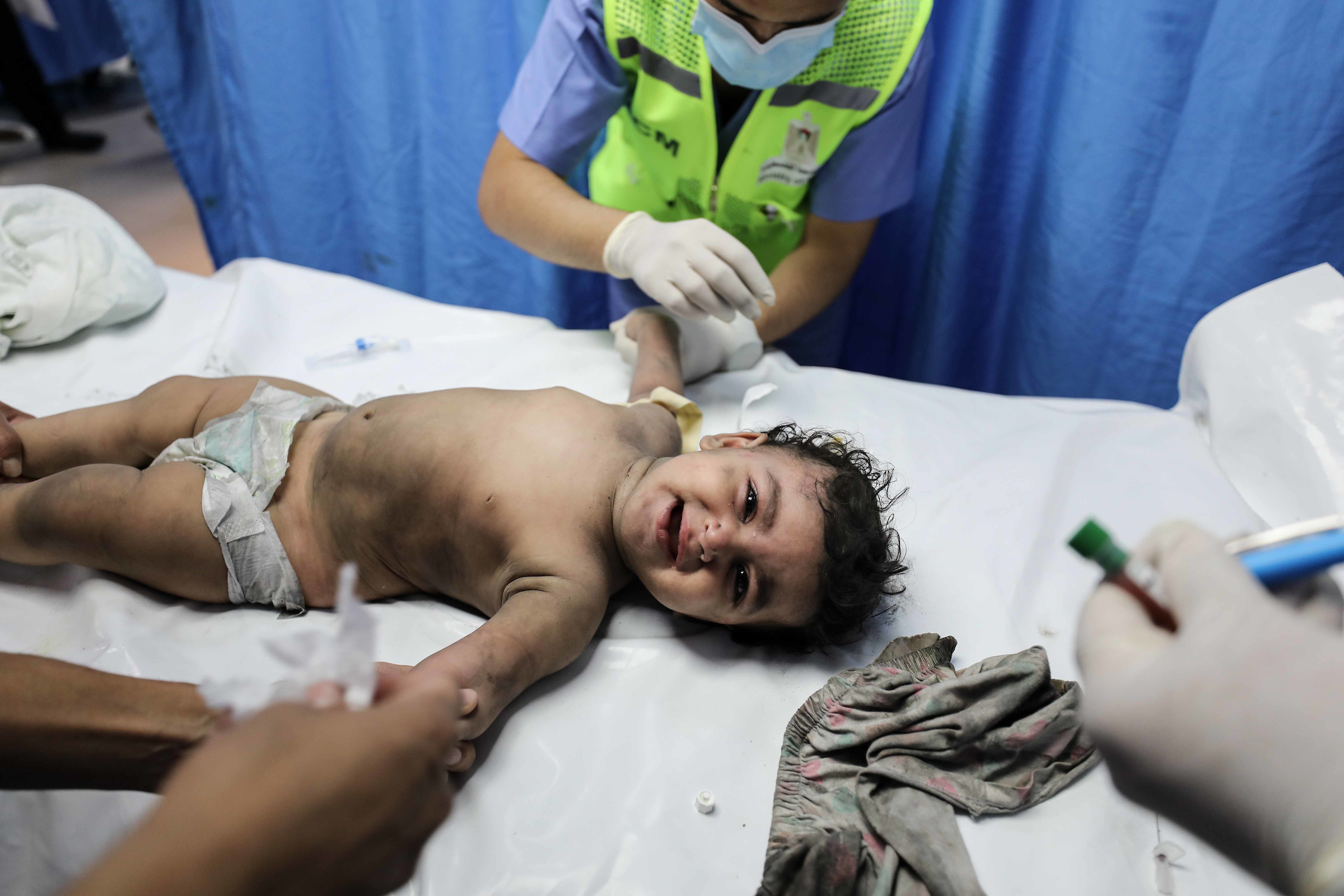
Un bebe en el hospital después de ser herido en un bombardeo israelí

Tras el ataque de Hamás a Israel del 7 de octubre, las FDI dijeron que habían capturado e interrogado a dos miembros de la Fuerza Nukhba. Según las FDI, Hamás ha estado utilizando instalaciones médicas en la Franja de Gaza, especialmente el hospital Al-Shifa, para protegerse de los ataques israelíes y almacenar armas y municiones. El servicio de seguridad interna israelí Shabak también publicó un vídeo que, según dijo, era un interrogatorio a un miembro de la Fuerza Nukhba en el que un hombre esposado decía que debajo del hospital hay un extenso complejo subterráneo operado por Hamás. La Unidad del Portavoz de las FDI acusó a Hamás de utilizar el hospital como tapadera, citando vídeos e inteligencia. Hamás rechazó la acusación en su totalidad, diciendo que Israel estaba intentando justificar un ataque al hospital y que las acusaciones israelíes «no tienen fundamento en la verdad» y que Israel había fabricado pruebas, además advirtieron que estas acusaciones eran un intento de «allanar el camino para atacar un hospital que contiene miles de heridos y alberga a más de 40.000 personas desplazadas». Ghassan Abu-Sittah, un médico que se encontraba en el hospital, calificó la afirmación de que Hamás utiliza el hospital como una «excusa extravagante» y dijo que era imposible evacuar a los pacientes gravemente heridos. Según The Associated Press, las FDI no han proporcionado fotografías ni pruebas en vídeo que demuestren sus acusaciones.
El 19 de noviembre, una misión conjunta de la OMS llegó al Hospital Al Shifa, al que describió como una «zona de muerte» y describiera la situación en el norte de Gaza como «desesperada», comprobaron que el hospital tenía evidencias de haber sufrido bombardeos y disparos. De igual manera, comprobaron que más de 80 personas habían sido enterradas en una fosa común en la entrada del hospital. El centro carecía de agua limpia, combustible, medicamentos y otras necesidades básicas, lo que ha causado que el hospital, «a grandes rasgos haya dejado de funcionar como instalación médica». La OMS indicó que, tras las evacuaciones, aún permanecen en el hospital veinticinco trabajadores sanitarios y 291 pacientes. Entre ellos, dos en cuidados intensivos, veintidós en diálisis y treinta y dos bebés. Ese mismo día la Media Luna Roja Palestina informó que «han evacuado con éxito a 31 bebés prematuros del Hospital Al Shifa» y que los bebes «han sido trasladados hacia el sur en ambulancias de la Media Luna Roja Palestina, en un preparativo de cara a su traslado al Hospital Emiratí de Rafá» en Egipto.
El 23 de noviembre, el ejército de Israel arrestó al director del hospital, Muhamad abú Salmiya y han resaltado que será interrogado en la zona y posteriormente entregado al Shin Bet (el servicio de inteligencia y seguridad general interior de Israel).
En diciembre de 2023, The Washington Post analizó el material publicado por Israel, junto con imágenes satelitales y otro material disponible públicamente, y concluyó que las salas conectadas a una red de túneles no mostraban ninguna evidencia de haber sido utilizadas por Hamás, y que cada uno de los edificios que el portavoz de las FDI, Daniel Hagari, había identificado como «directamente involucrados» en la actividad militar de Hamás no parecían estar conectados a ninguna red de túneles. El periódico afirmó que no se había publicado ninguna evidencia que demostrara que se pudiera acceder a una red de túneles desde cualquier parte del hospital.
El 1 de abril de 2024, tras dos semanas de asedio al hospital, las FDI abandonaron Al-Shifa, tras haber destruido gran parte de su infraestructura, dejando más de 400 muertos en la zona, señalando que su objetivo era «capturar 200 terroristas e interrogar 400 sospechosos» 
El 1 de julio, Israel liberó al director del Hospital Al-Shifa de Gaza, Mohammed Abu Salmiya, después de haberlo mantenido en un campo de detención durante siete meses sin cargos. Tras ser liberado denunció «torturas casi a diario» tanto a sí mismo como a muchos de sus compañeros presos.